# 愛し君へ (森山直太朗の曲)
「愛し君へ」（いとしきみへ）は、2004年に発表された森山直太朗の楽曲。

## 解説
2004年のアルバム『新たなる香辛料を求めて』に収録された。作詞は森山と御徒町凧、作曲は森山による。同年にフジテレビ系列で放送されたテレビドラマ『愛し君へ』の挿入歌として用いられた。
2009年にリリースされたつるの剛士のカバー・アルバム『つるのうた』に収録されたほか、2011年には鈴木雅之のカバーが後述のシングルおよびアルバムで発表された。

## 鈴木雅之のカバー
鈴木雅之による「愛し君へ」は、2011年8月3日に34枚目のシングルとしてリリースされ、また同年9月28日にリリースされたカバー・アルバム『DISCOVER JAPAN』にも収録された。

### 解説（鈴木雅之）
ソロ・デビュー25周年を記念してリリースされたカヴァー・シングル。本作は、ラヴ・ソングという鈴木雅之にとっての永遠のテーマ、日本語で歌うヴォーカリストであることのストーリーとそこにあるプライド、そして2011年という時代への思いがコラボレーションした、“25年目の鈴木雅之”が込められた作品となった。
カップリングにはナット・キング・コール「L-O-V-E」の日本語カヴァー（日本語詞は漣健児）と、25年前のデビュー曲であり、鈴木の代表曲のセルフ・カヴァー「ガラス越しに消えた夏 〜25th Anniversary Ver.」を収録。
初回限定仕様盤はシャイニージャケット仕様となっており、『DISCOVER JAPAN』とのW購入者特典としてスペシャルグッズがもらえる応募券を封入。

### シングル収録曲
| 全編曲: 服部隆之。 |                                                  |                                |                                |           |       |
| #                  | タイトル                                         | 作詞                           | 作曲                           | 日本語詞  | 時間  |
| 1.                 | 「愛し君へ」                                     | - 森山直太朗 - 御徒町凧        | 森山直太朗                     |           | 5:08  |
| 2.                 | 「L-O-V-E」                                      | - Bert Kaempfert - Milt Gabler | - Bert Kaempfert - Milt Gabler | 漣健児    | 3:10  |
| 3.                 | 「ガラス越しに消えた夏 〜25th Anniversary Ver.」 | 松本一起                       | 大沢誉志幸                     |           | 3:14  |
| 合計時間:          | 合計時間:                                        | 合計時間:                      | 合計時間:                      | 合計時間: | 11:32 |

## その他カバー
- 中田裕二 - （2014年）アルバム『SONG COMPOSITE』収録
- 中澤卓也 - （2017年）アルバム『繋ぐ Vol.1 ～カバー・ソングス 7つの歌心～』収録